# Rhyacophila rougemonti
Rhyacophila rougemonti là một loài Trichoptera trong họ Rhyacophilidae. Chúng phân bố ở miền Cổ bắc.